# Liste der Monuments historiques in Parnes (Oise)
Die Liste der Monuments historiques in Parnes (Oise) führt die Monuments historiques in der französischen Gemeinde Parnes auf.

## Liste der Bauwerke
| Bezeichnung         | Beschreibung                       | Standort | Kennzeichnung | Schutzstatus | Datum | Bild           |
| ------------------- | ---------------------------------- | -------- | ------------- | ------------ | ----- | -------------- |
| Kirche St-Josse     | Erbaut ab dem 12. Jahrhundert      | (Lage)   | PA00114802    | Classé       | 1913  | weitere Bilder |
| Château d’Alincourt | Schloss, erbaut im 17. Jahrhundert | (Lage)   | PA00114801    | Classé       | 1944  | weitere Bilder |

## Liste der Objekte

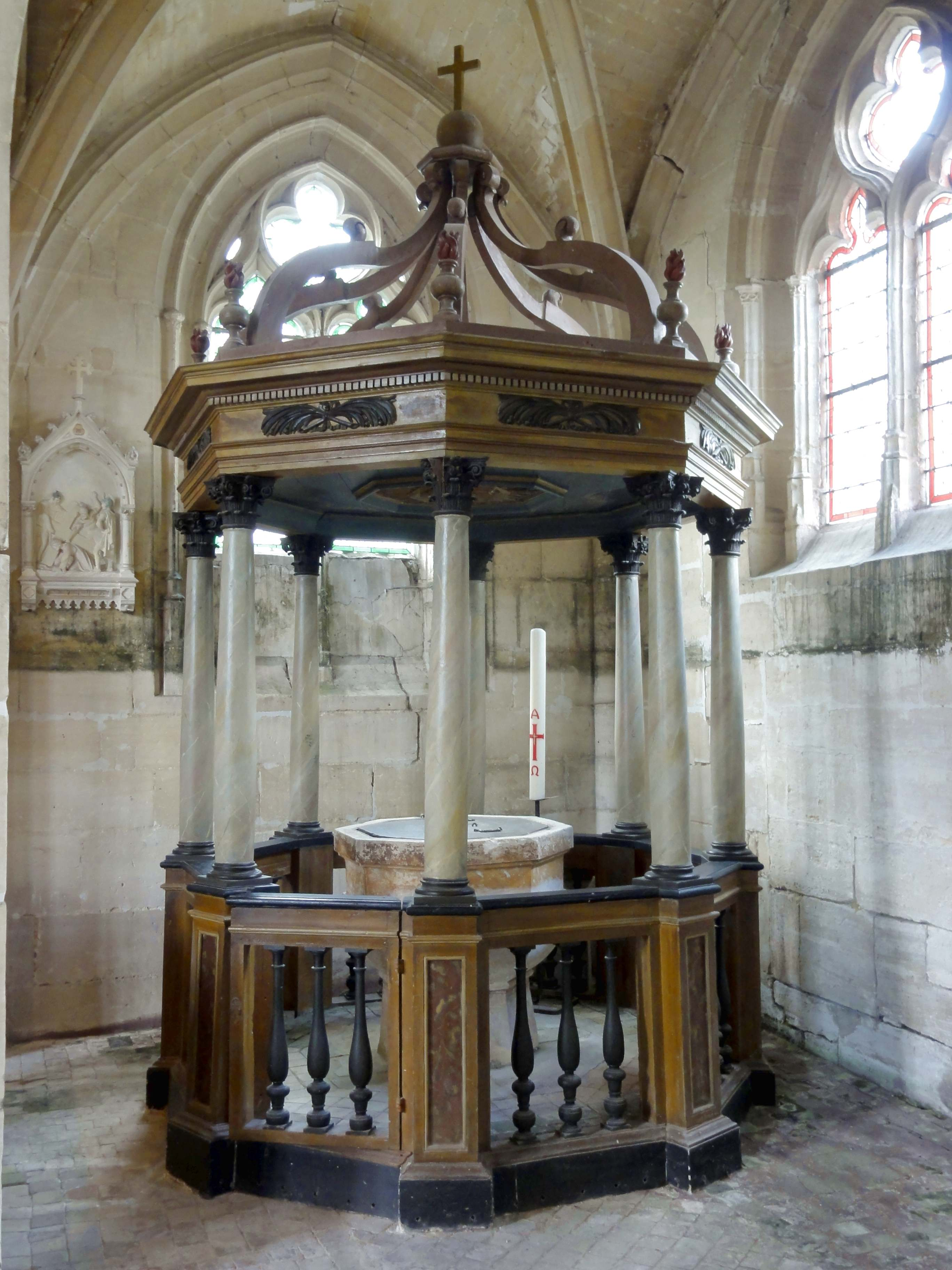
Taufbecken mit Baldachin in Parnes

- Monuments historiques (Objekte) in Parnes (Oise) in der Base Palissy des französischen Kultusministeriums

Siehe auch: Taufbecken Parnes (Oise) und Weihwasserbecken (Parnes)